# Dictam de Creta
El Dictam de Creta (Origanum dictamnus) és una planta perenne i aromàtica que floreix a l'estiu. Només creix salvatge a les muntanyes i les gorges de l'illa de Creta.Actualment, el dictam salvatge és difícil de trobar i està protegit per llei per intentar evitar la seva extinció.

## Usos
Els ingredients primaris del seu oli essencial eren carvacrol (68,96%), β-felandrè (18,34%) i p-cimè (4,68%). Per aquest motiu es pot utilitzar per aromatitzar productes farmacèutics, perfums, i licors, i també per fer-ne infusions i productes de bellesa.
Actualment, i donada la important demanda, també es cultiva a Embaros, al municipi de Viannos, a la prefectura d'Iràklio.

## Història
El nom de la planta ve de les muntanyes Dikti, on creix naturalment. En grec s'anomena δίκταμο ['ðiktamo], però en dialecte cretenc έρωντας ['erondas] amor. Diu la tradició que només els joves més enamorats eren capaços de jugar-se la vida grimpant per les parets de les gorges per intentar portar aquesta planta a l'estimada com una penyora d'amor.
Àntigament es creia que aquesta planta era capaç de guarir ferides, i Aristòtil creia que les cabres salvatges de Creta ferides de fletxa buscaven la planta per lliurar-se'n (cita de 612a, Història dels animals, Volum 3, edició Fundació Bernat Metge):
... a Creta, segons es diu, les cabres salvatges quan són ferides per un dard, busquen el dictam, planta que sembla tenir la propietat de fer sortir les fletxes clavades al cos.